# Quinta da Regaleira

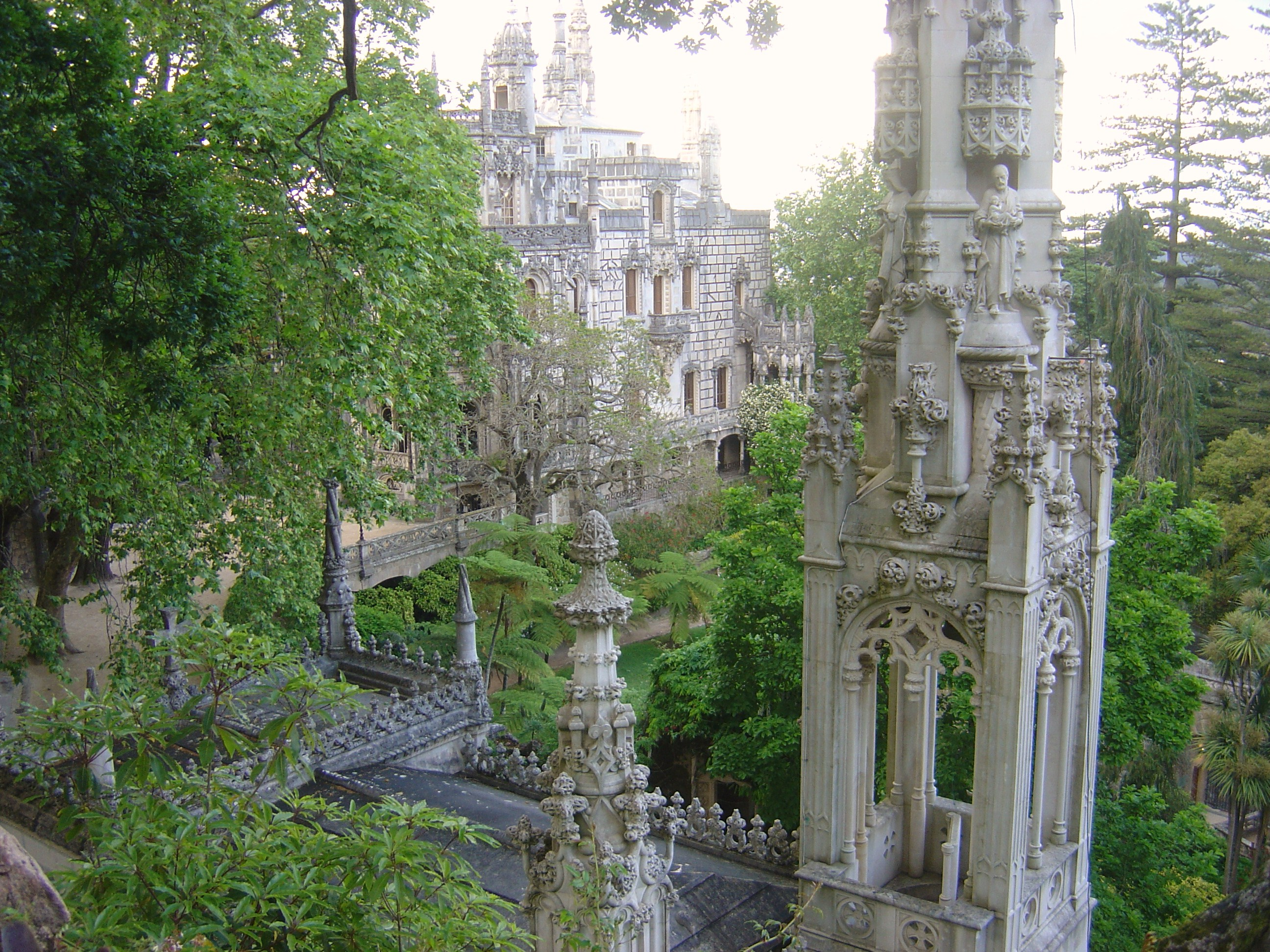
Het woonhuis met de kapel op voorgrond

Plattegrond van het domein A)Woonhuis B)Kapel C)Serre D)Bureau E)Bouwwerk F)Winkeltjes G)Terras H)Brug J) Ibis fontein K) L)Torentje M)Sterrenterras met reservoir N)Ingang O)Tuinen Q)Tennisplein R)Ingang S)Hoofdingang T)Ingang U)Labyrint V)Grot W)Aquarium X)Bron Y)Initiatieput Z)Grot α)Meer β) Waterval meer Lake

Quinta da Regaleira is een domein gelegen in Sintra en behoort tot het Werelderfgoed van Unesco.

## Geschiedenis
In 1892 kocht de bouwheer Antonio Carvalho Monteiro dos Milhoes, een Braziliaanse handelaar in koffie en edelstenen, het domein om zijn rijkdom te etaleren. De architect Luigi Manini gebruikte de Manuelstijl om de constructie te decoreren. Na de dood  van Carvalho werd zijn bibliotheek verkocht. Sinds 1929 is deze in het bezit van de Library of Congress te Washington.
Het gebouw werd in 1997 eigendom van de stad, die het domein en de gebouwen restaureerde.

## Domein
Het vier hectare grote domein bevat een woning, park met fonteinen, verschillende paviljoens en een kapel met ondergrondse crypte. Het domein bevat ook twee initiatieputten die negen verdiepingen onder de grond afdalen. Op elk niveau zijn onderaardse gangen aangesloten die via een labyrint van gangen lopen naar andere verborgen plaatsen en ingangen op het domein.

## Afbeeldingen

### Hoofdgebouw (A)

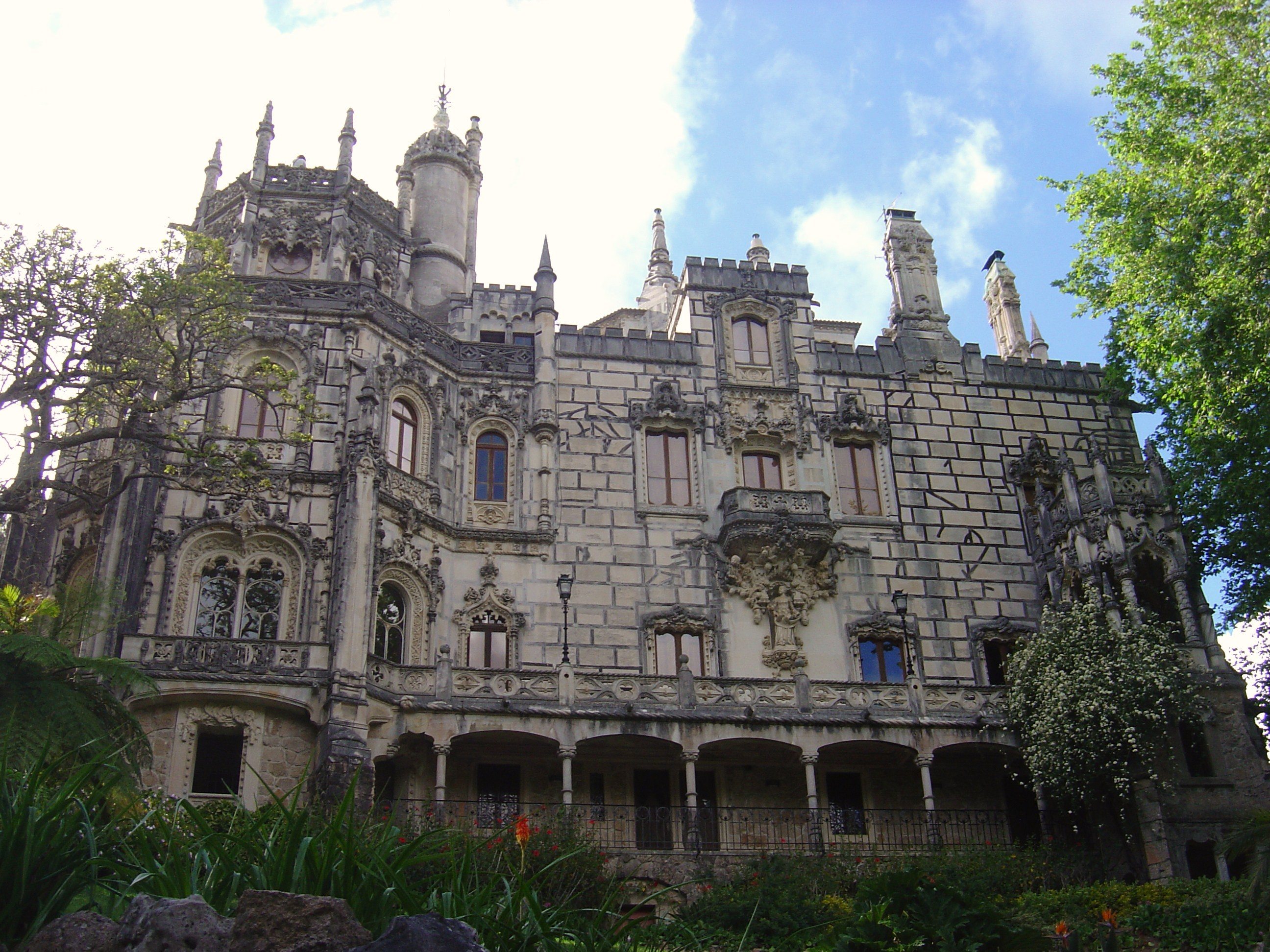
Gevel
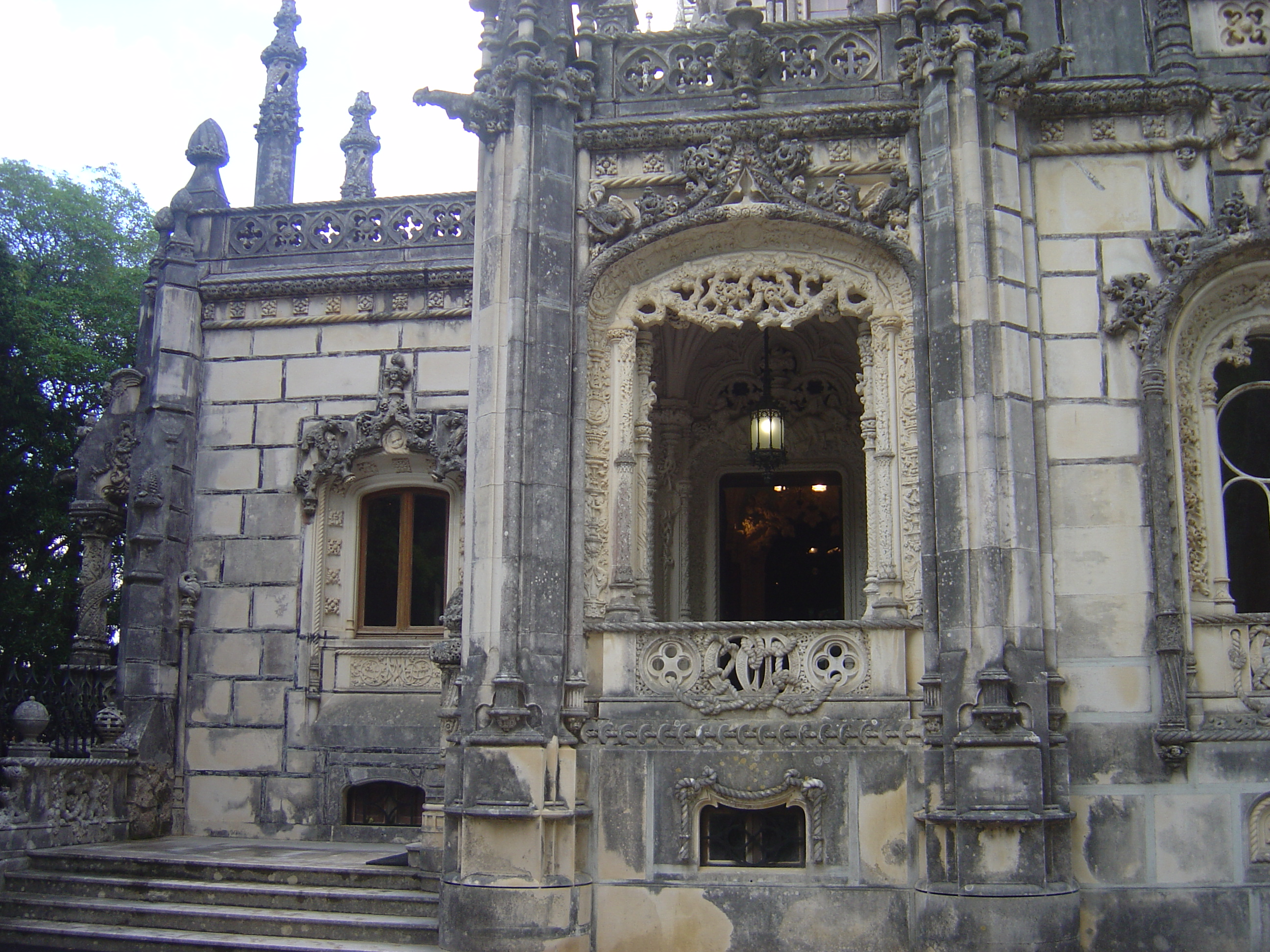
Hoofdingang
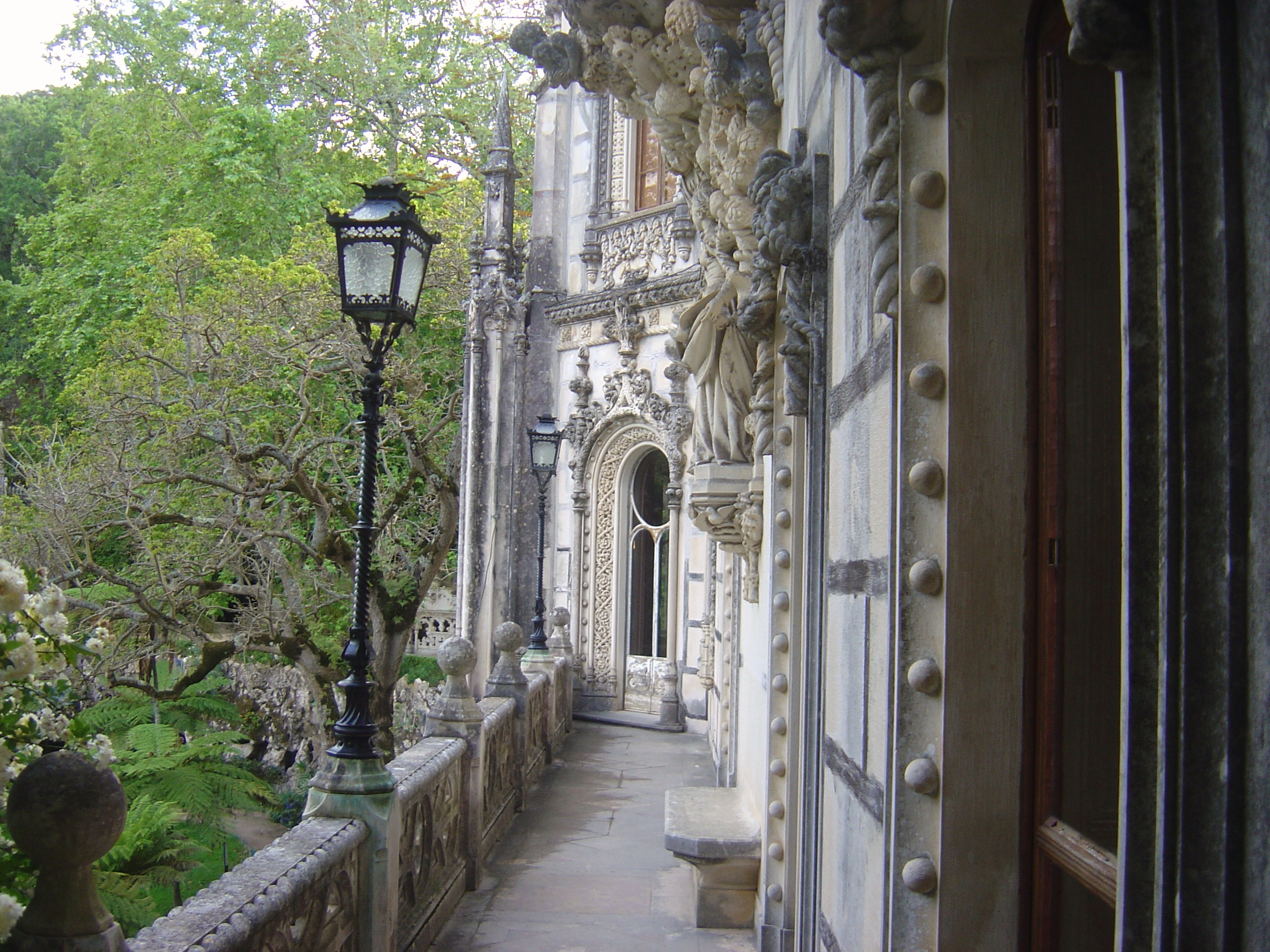
Balkon
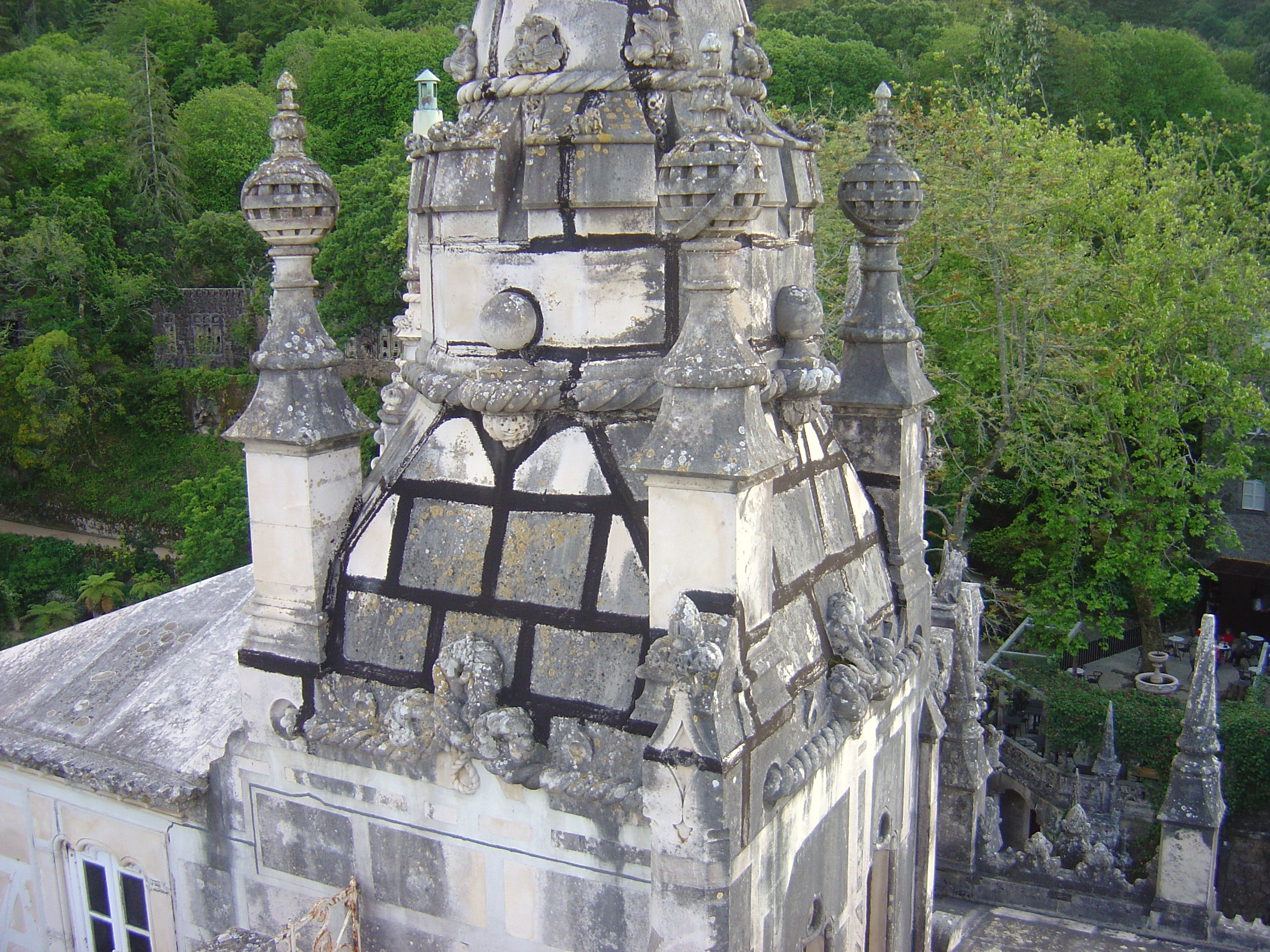
Torentje
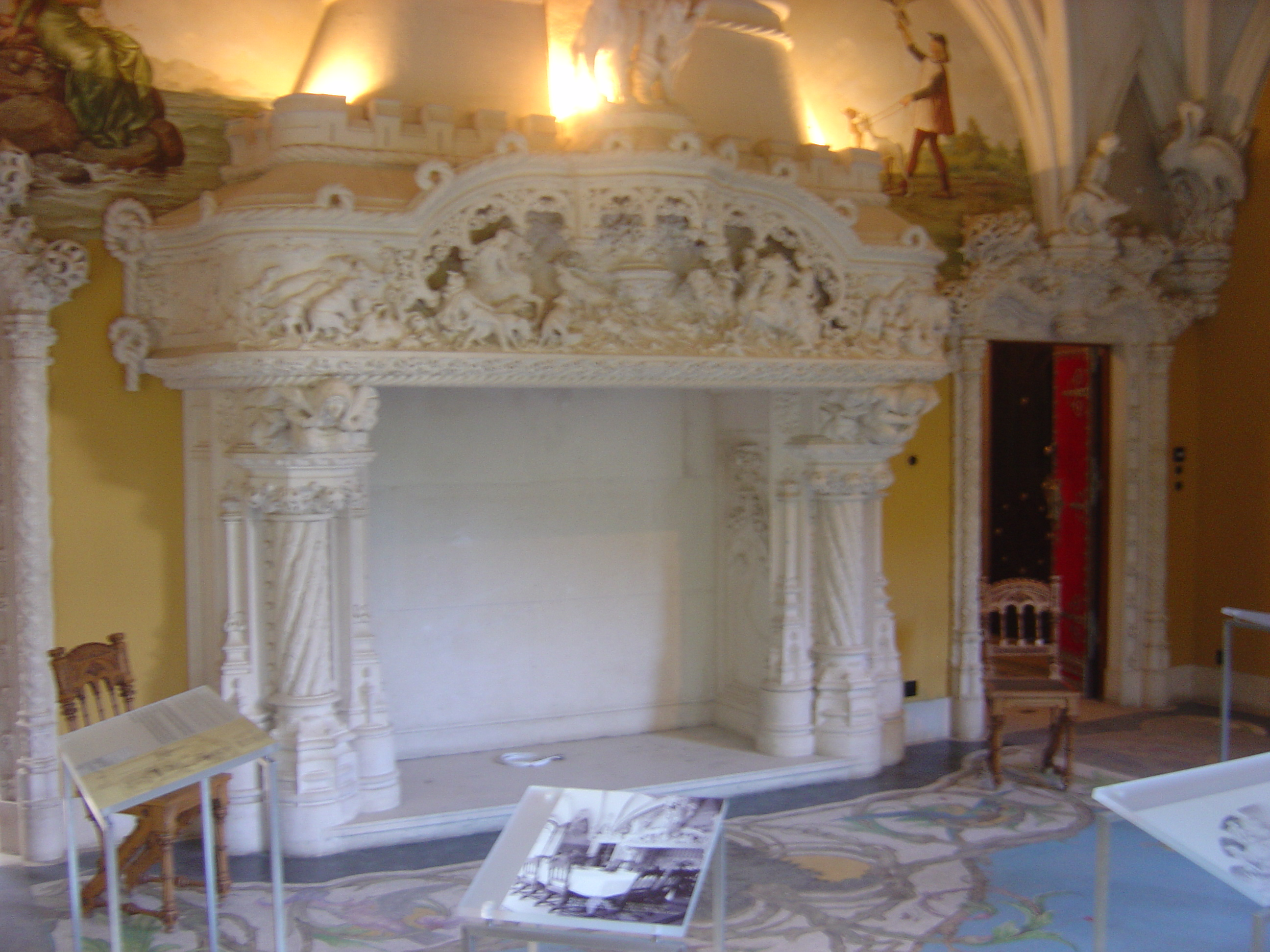
Eetzaal
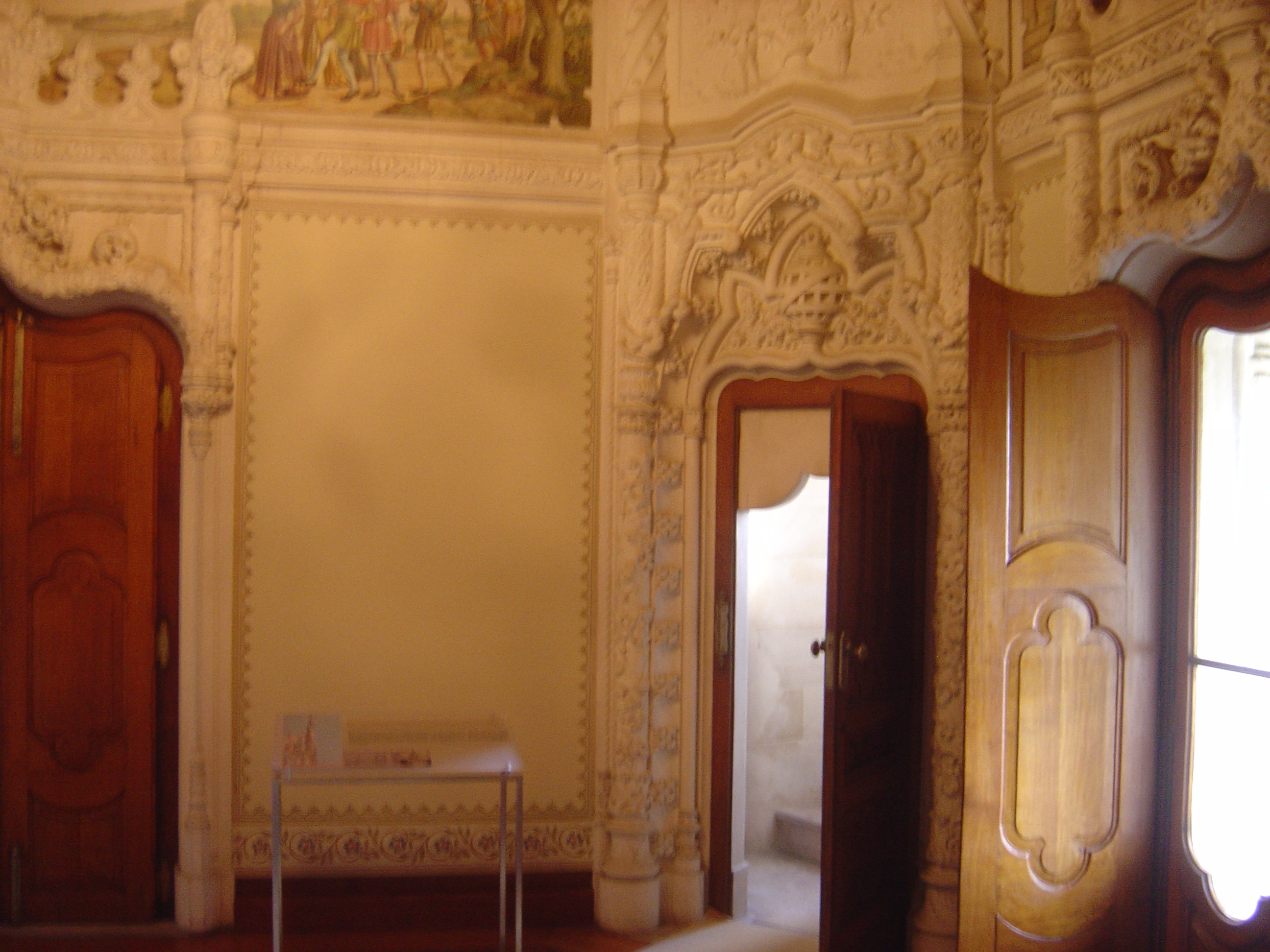
Versierde kamer
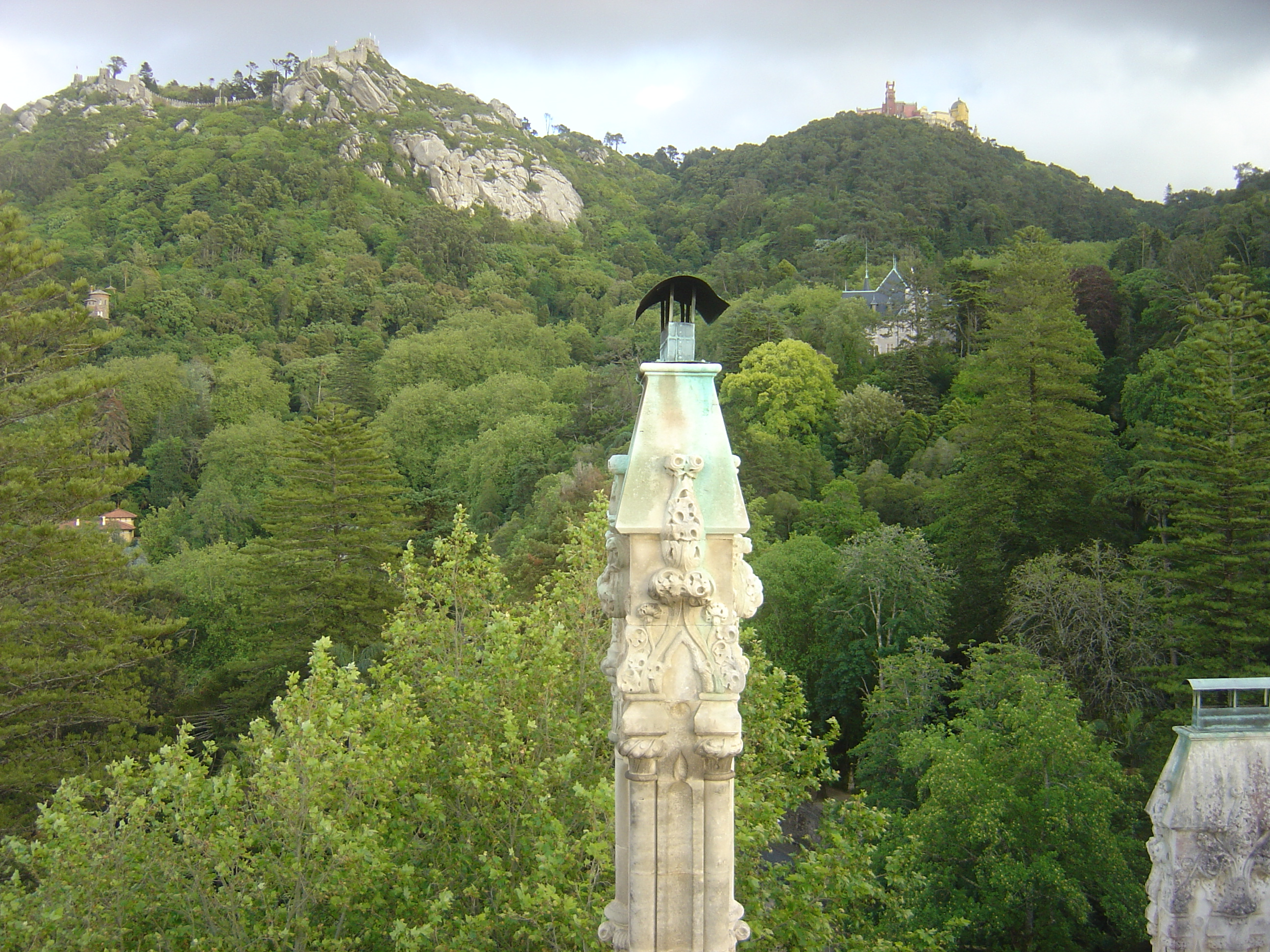
Schoorsteen

### Kapel (B)

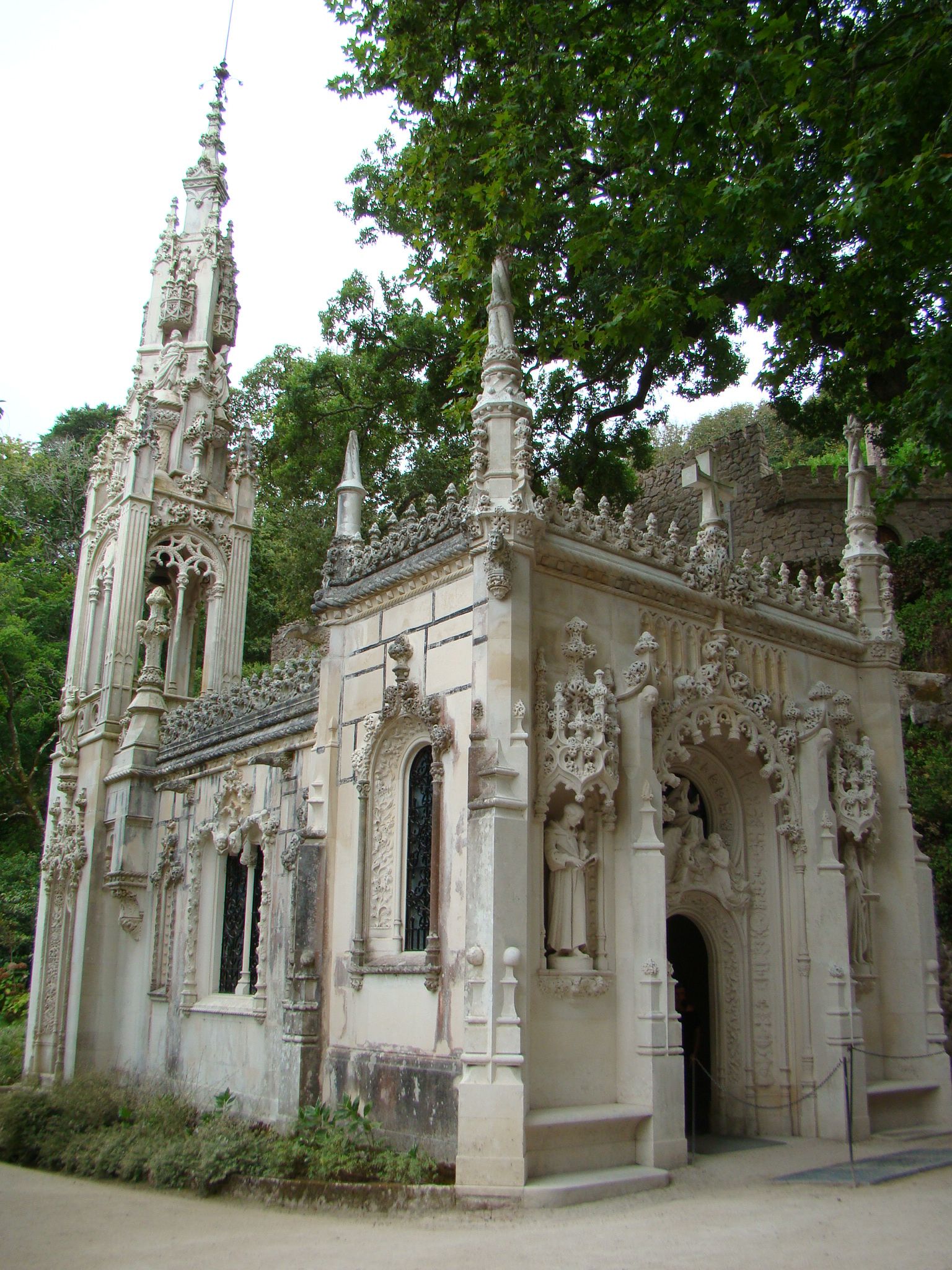
Totaalzicht van de kapel
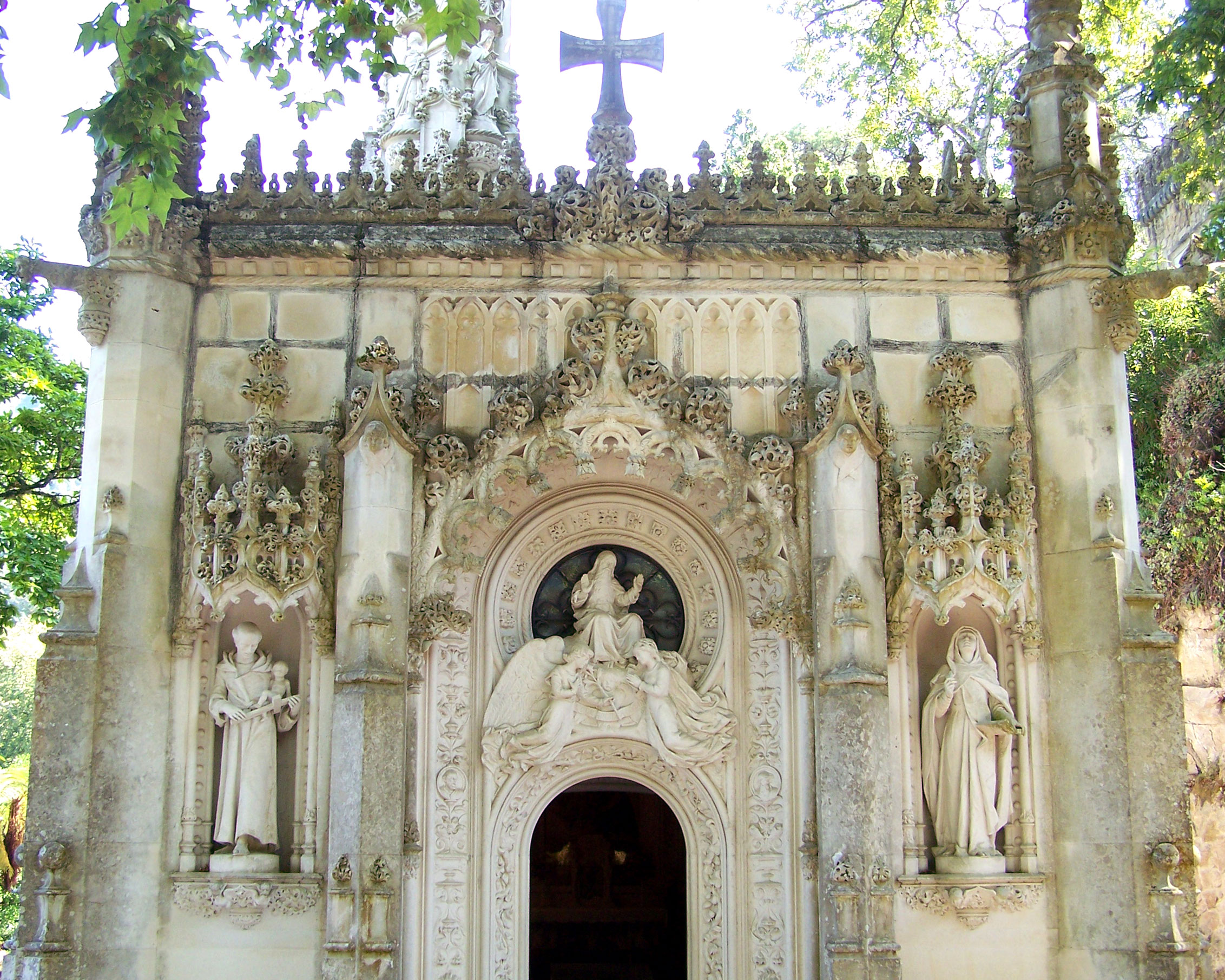
Ingang van de kapel
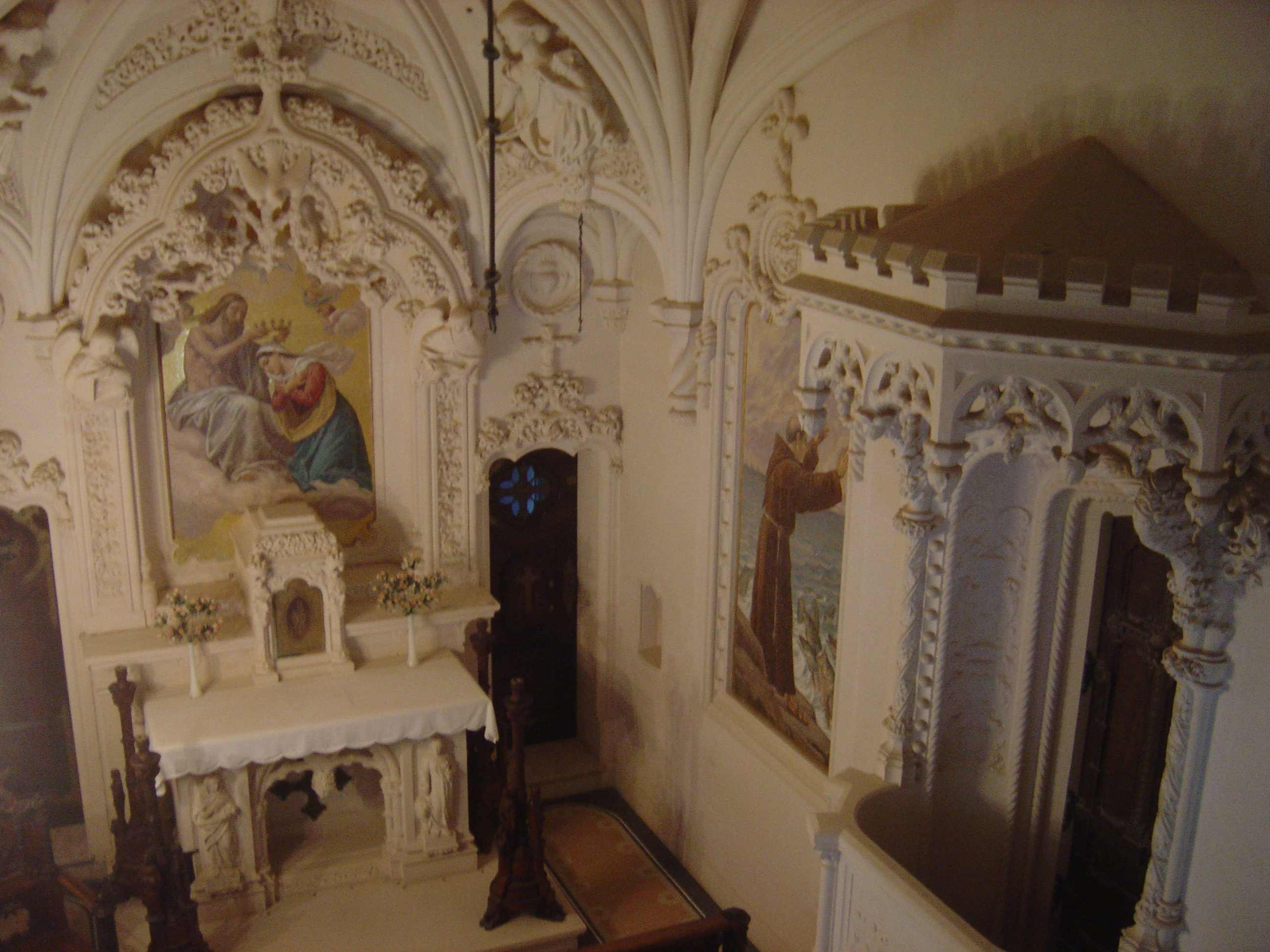
Interieur van de kapel
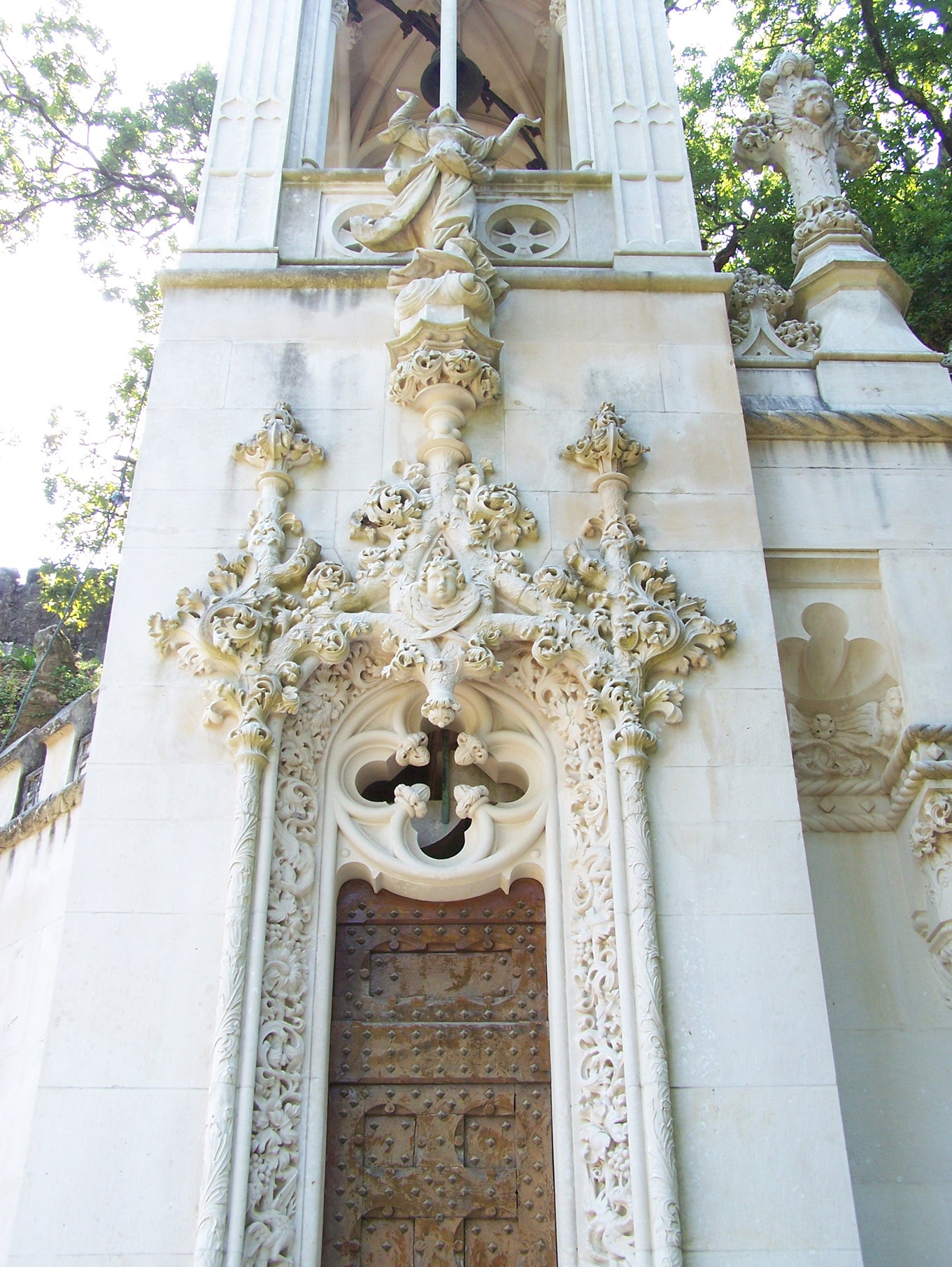

### Domein

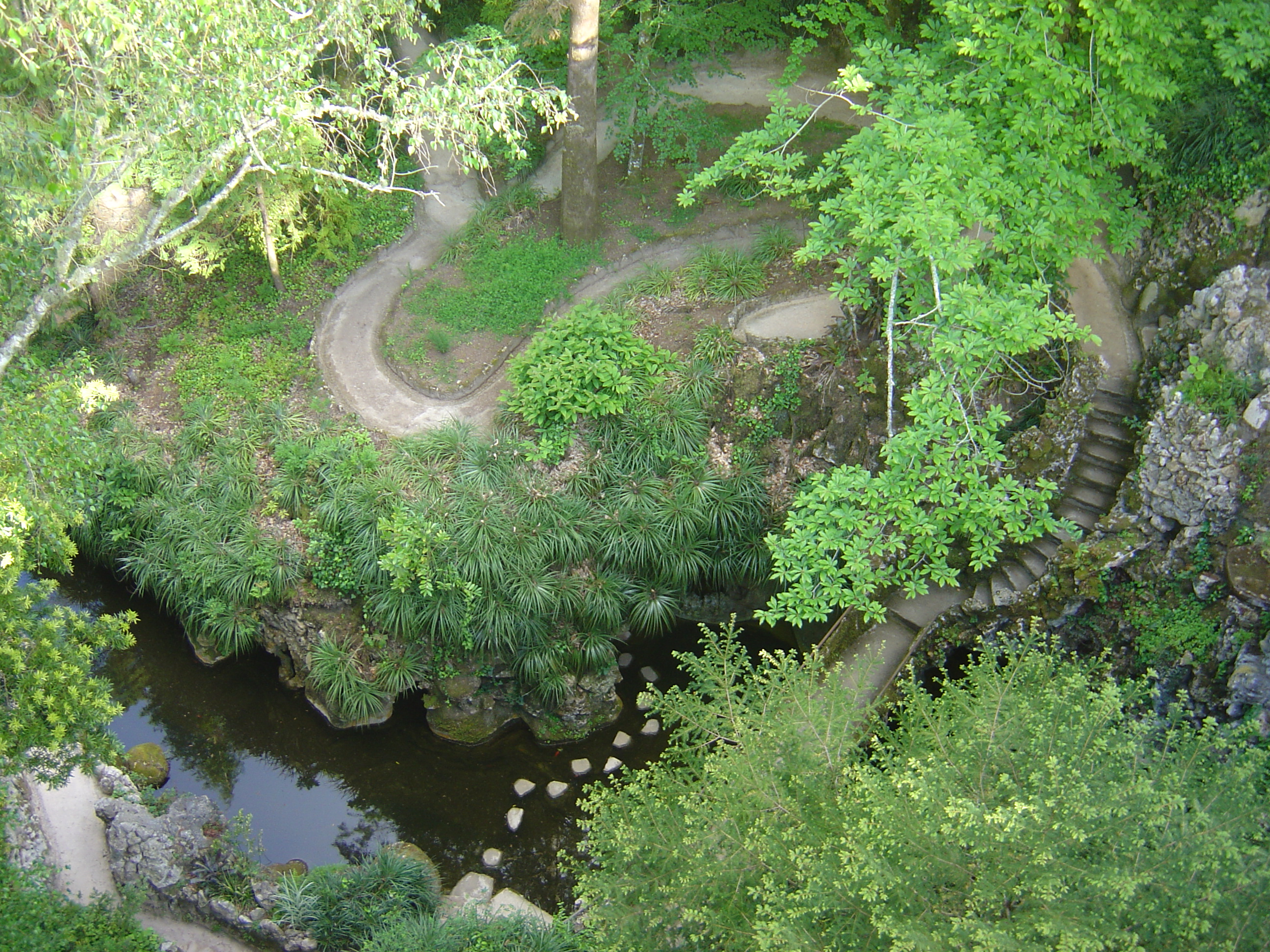
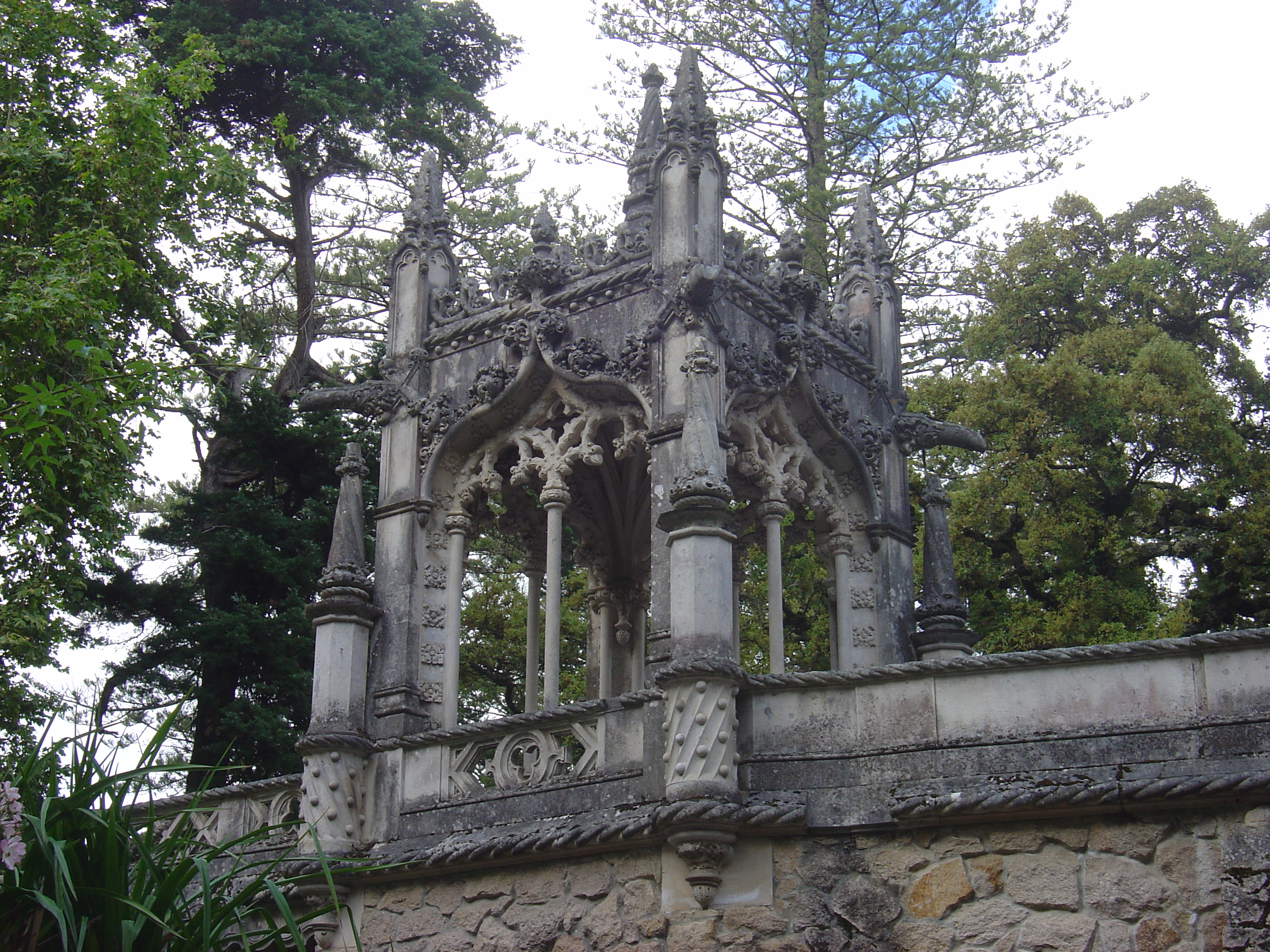
Tuinbrug
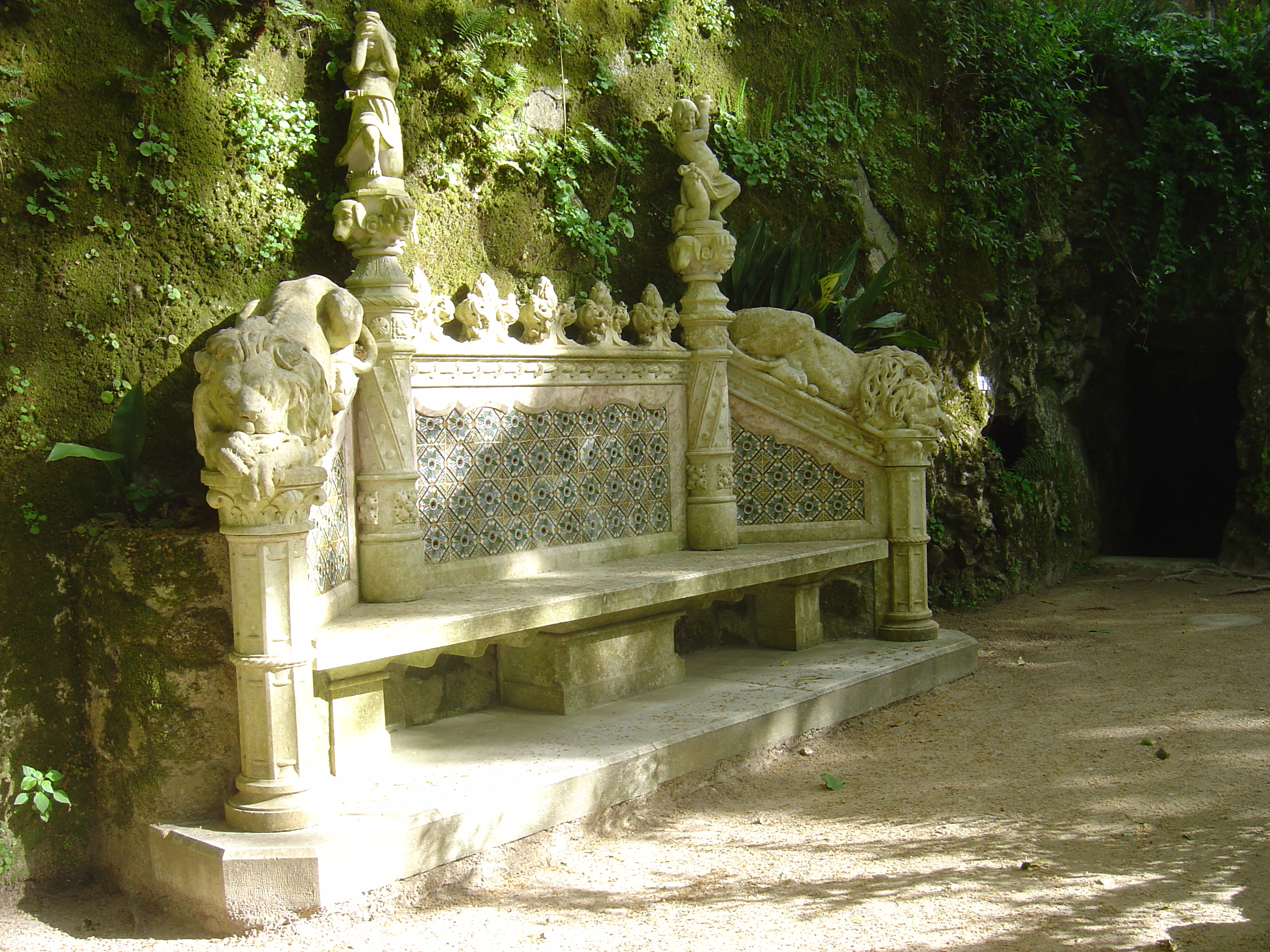
Zitbank
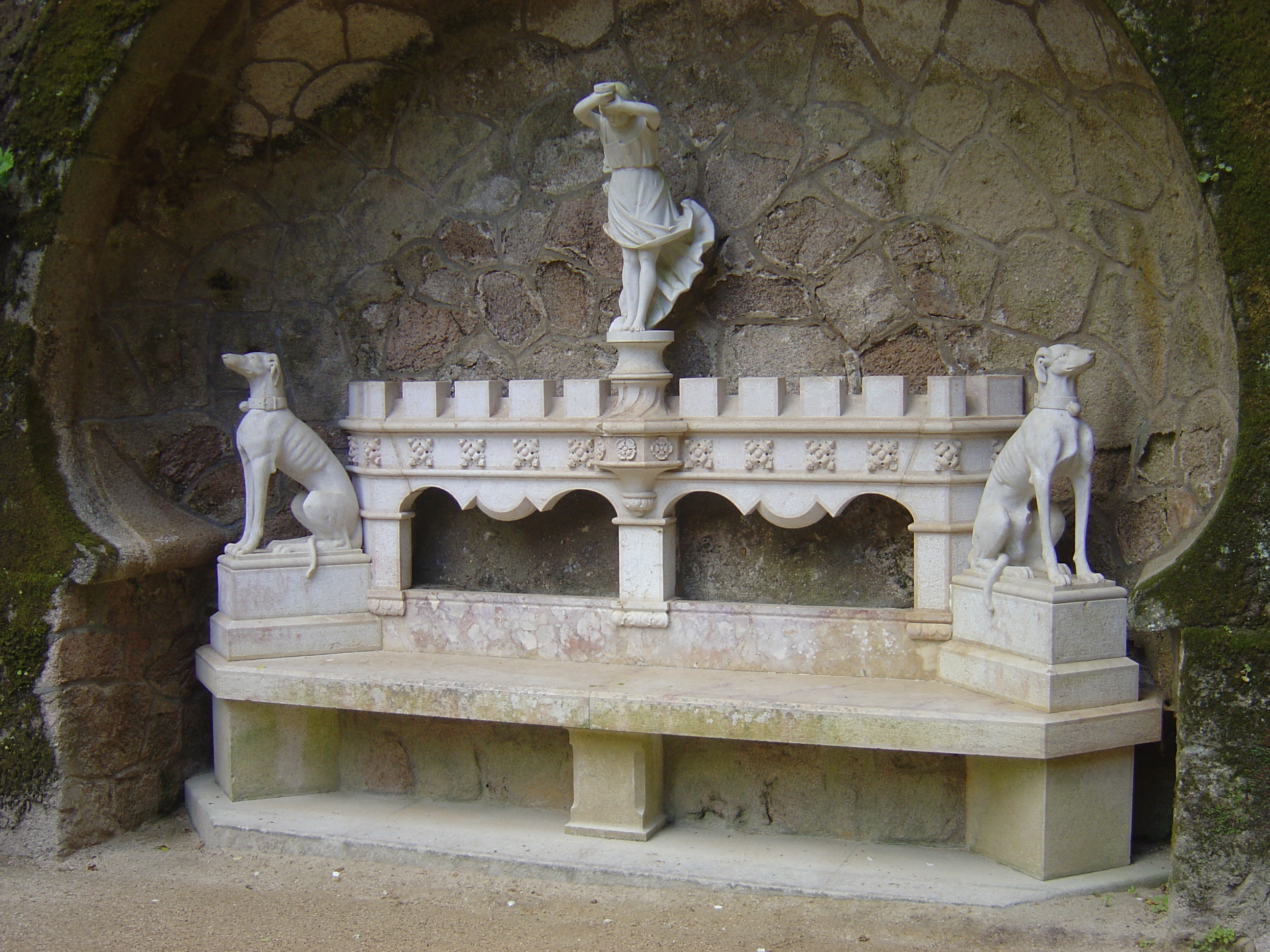
Zitbank
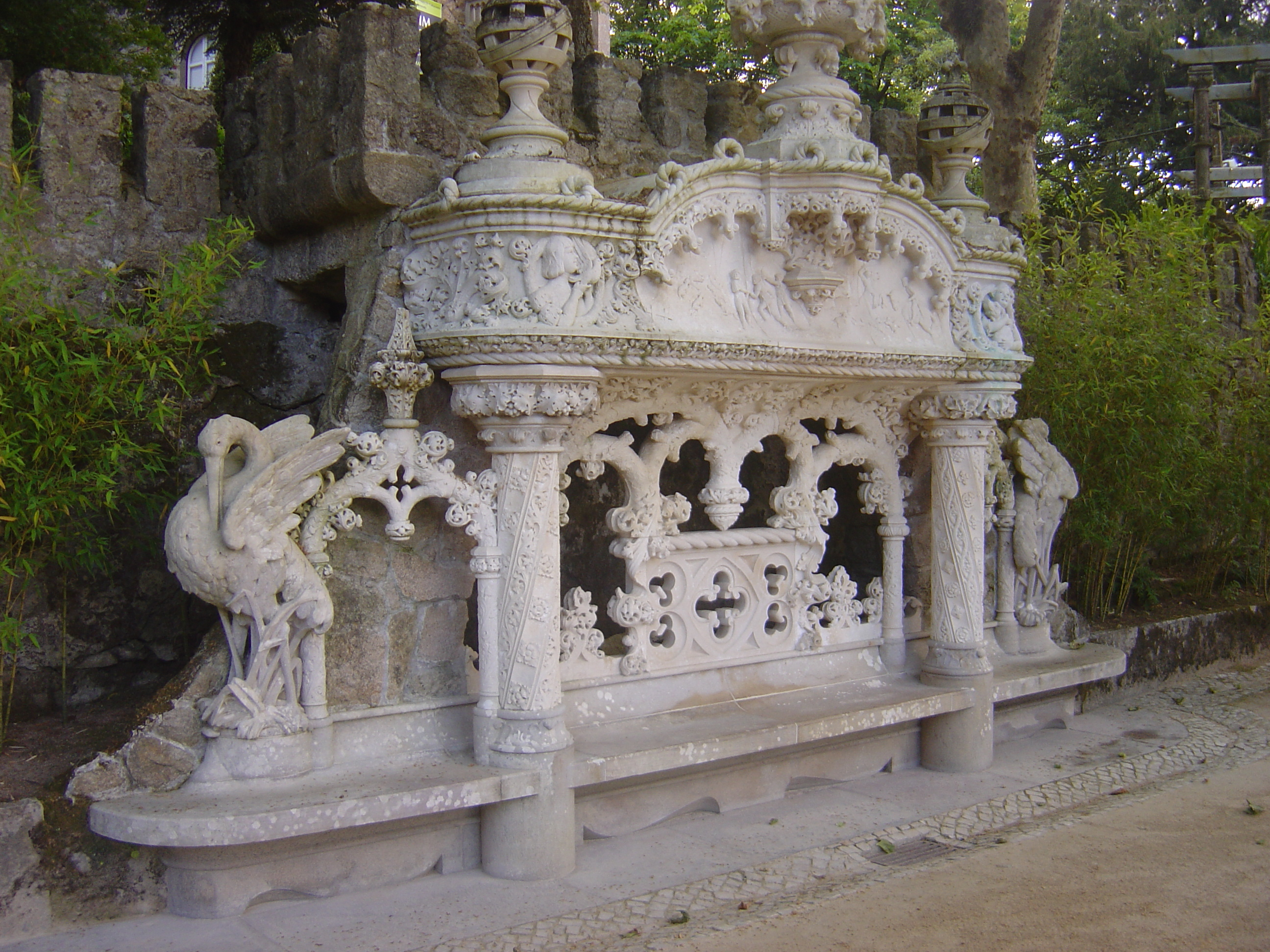
Zitbank
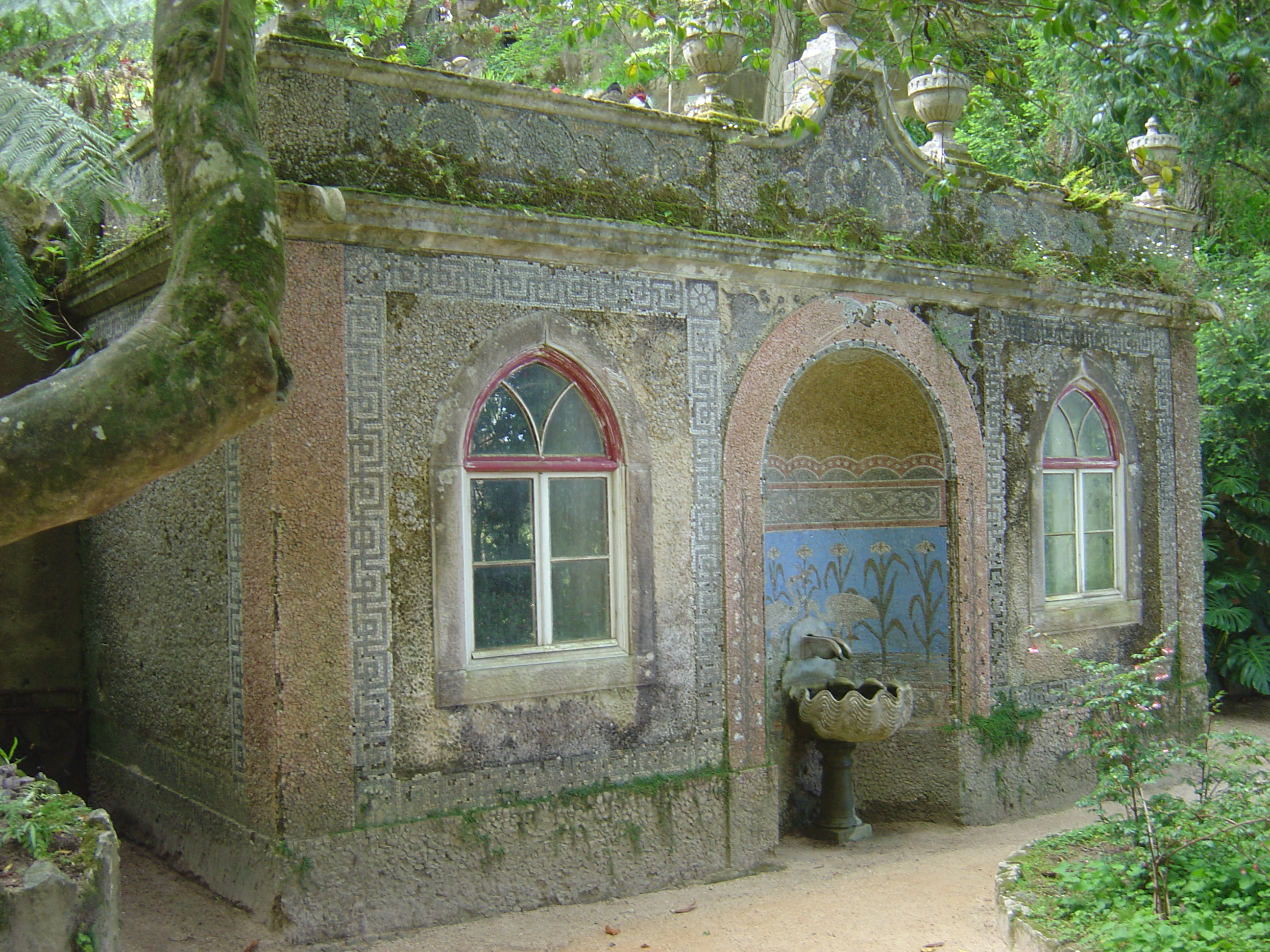
Ibis fontein (J)
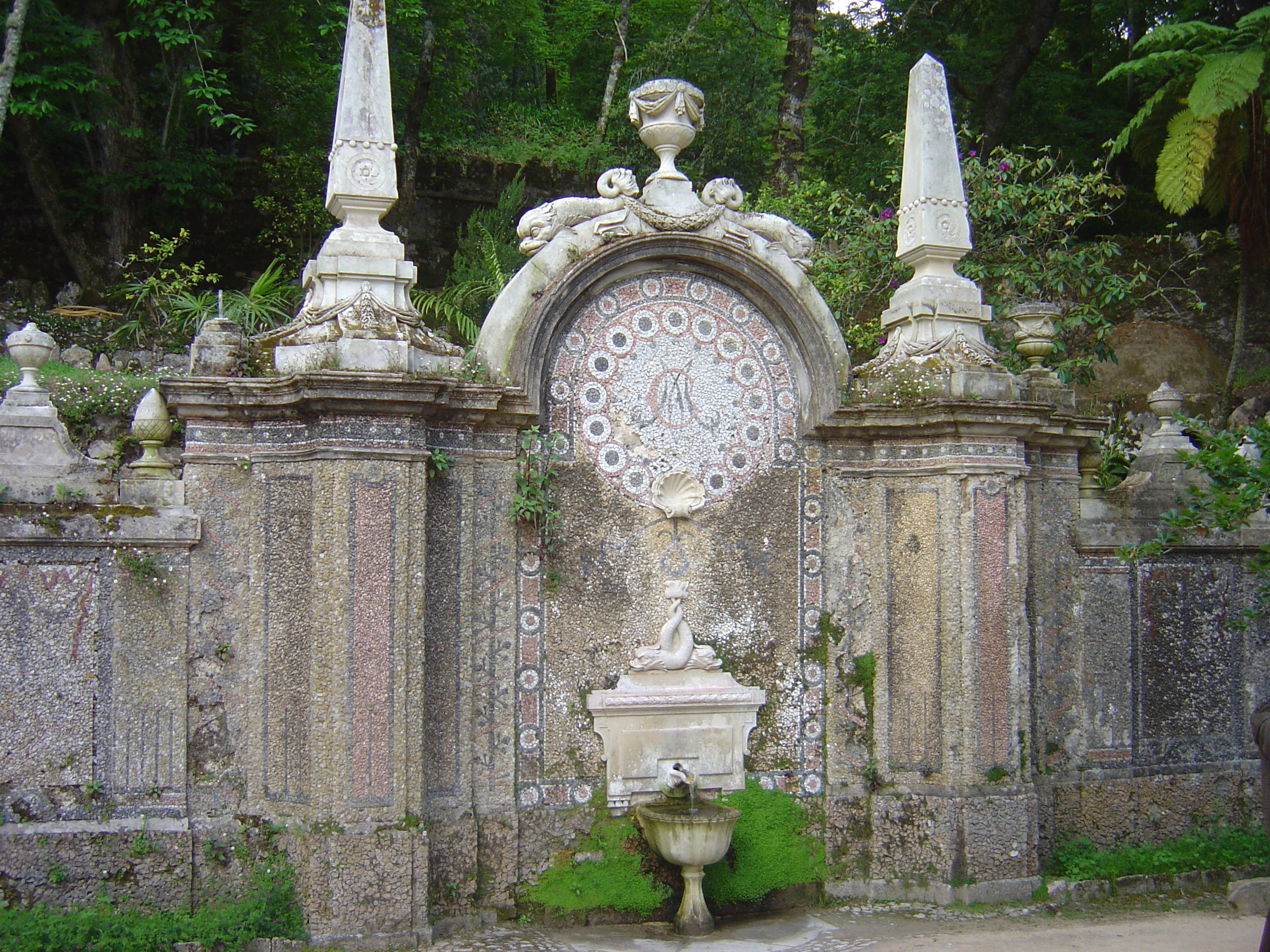
(K)
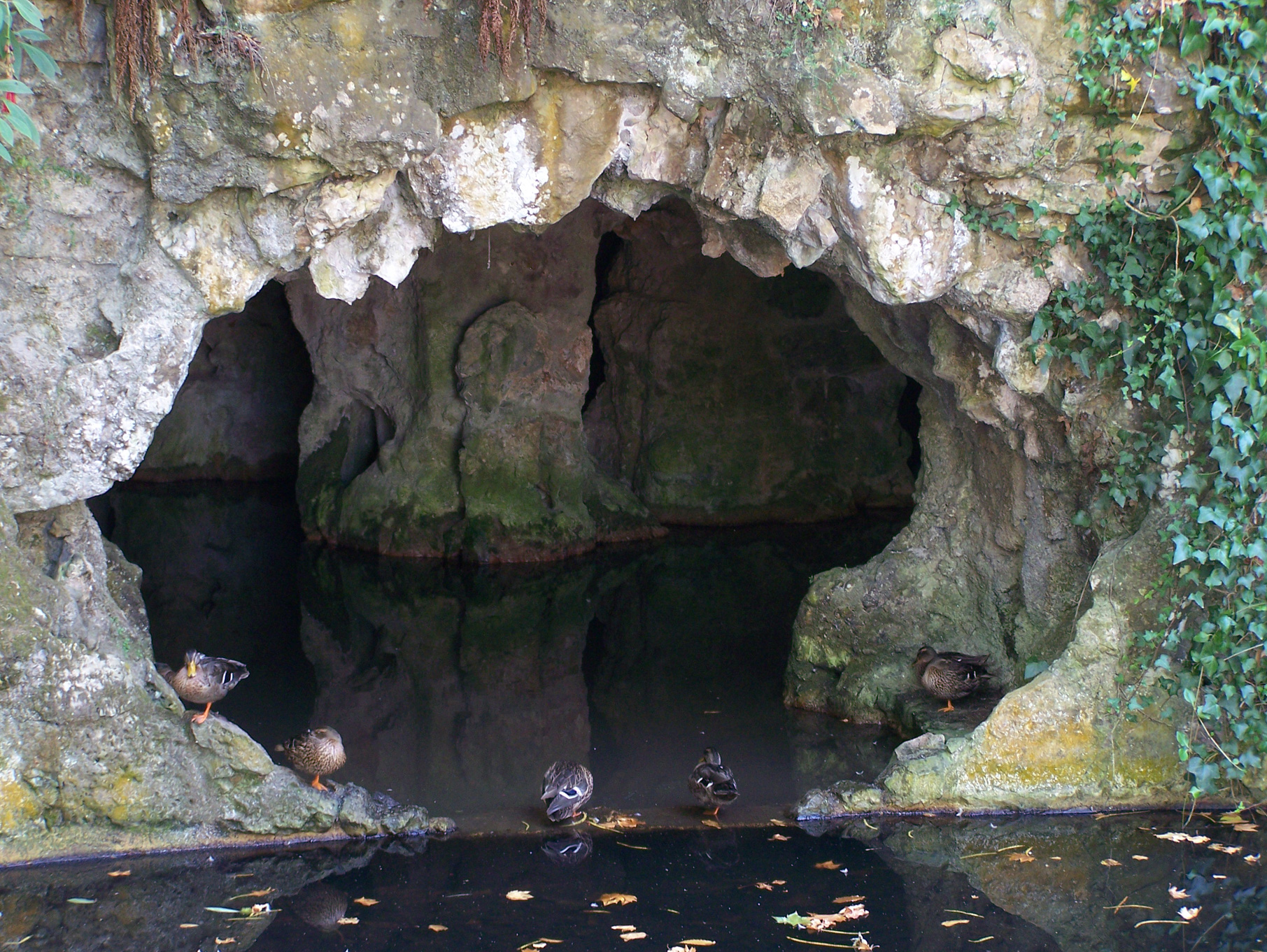
Meer met ingang tot gangenstelsel
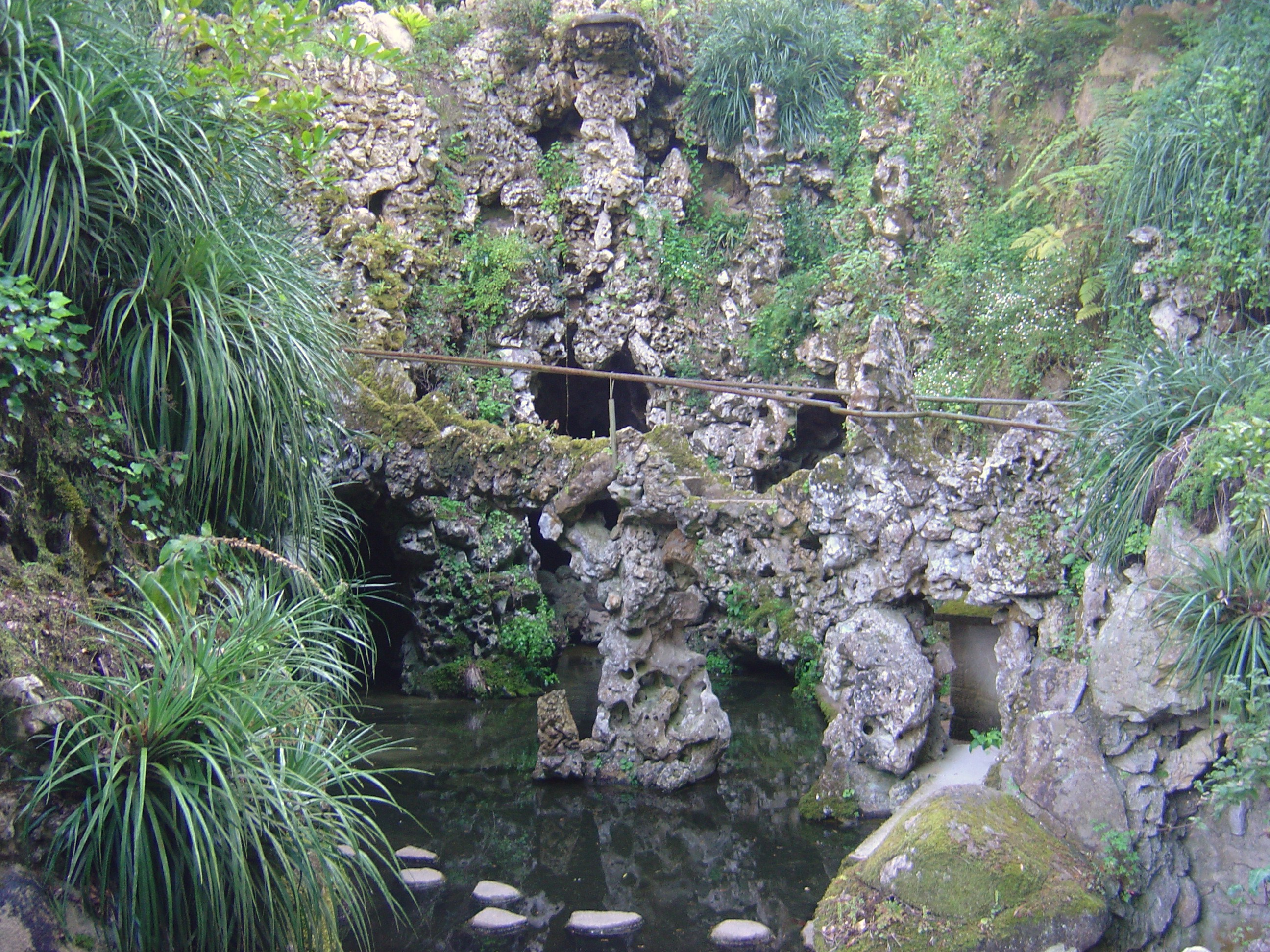
Waterval meer (β)

### Gangenstelsel

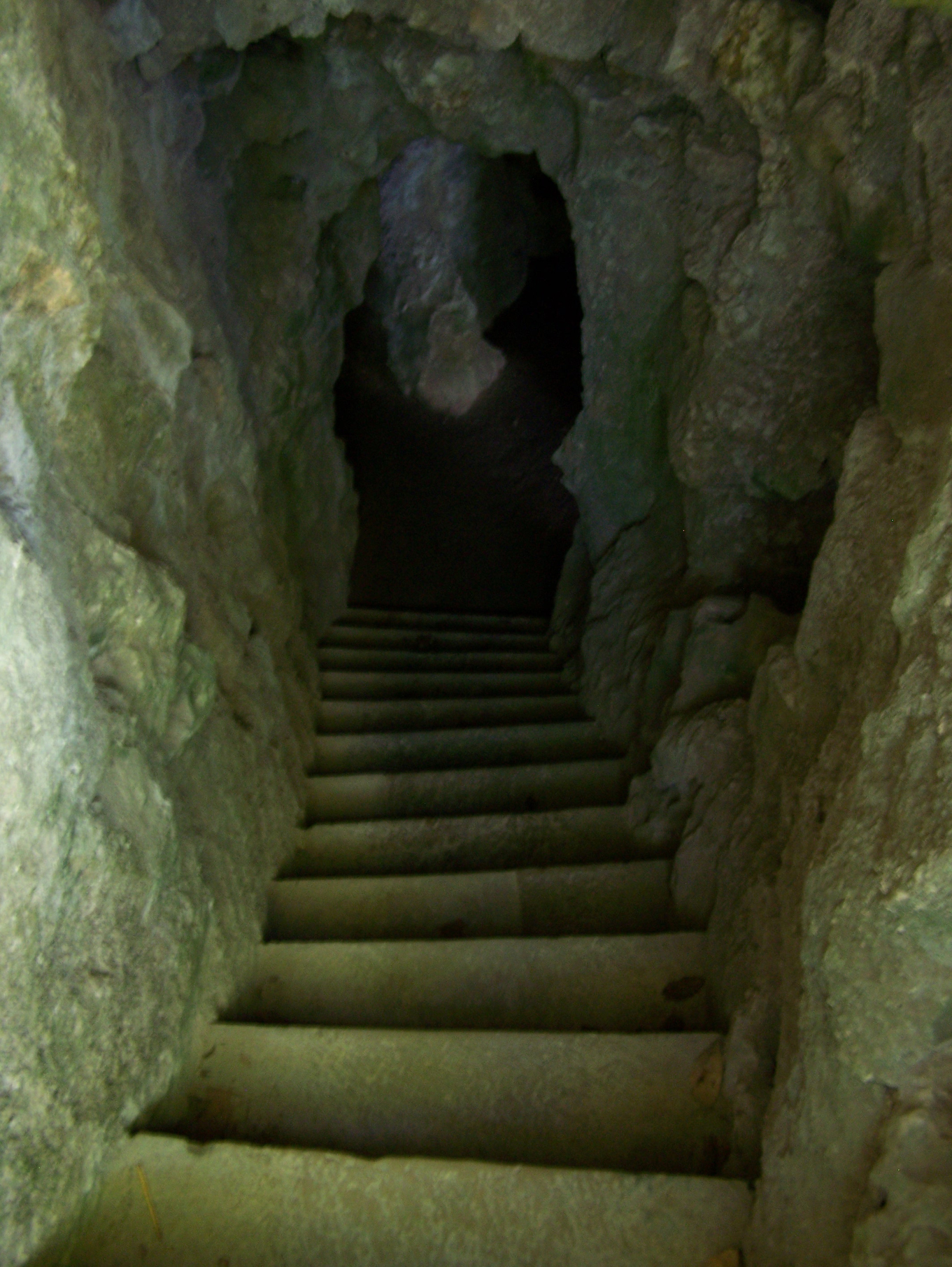
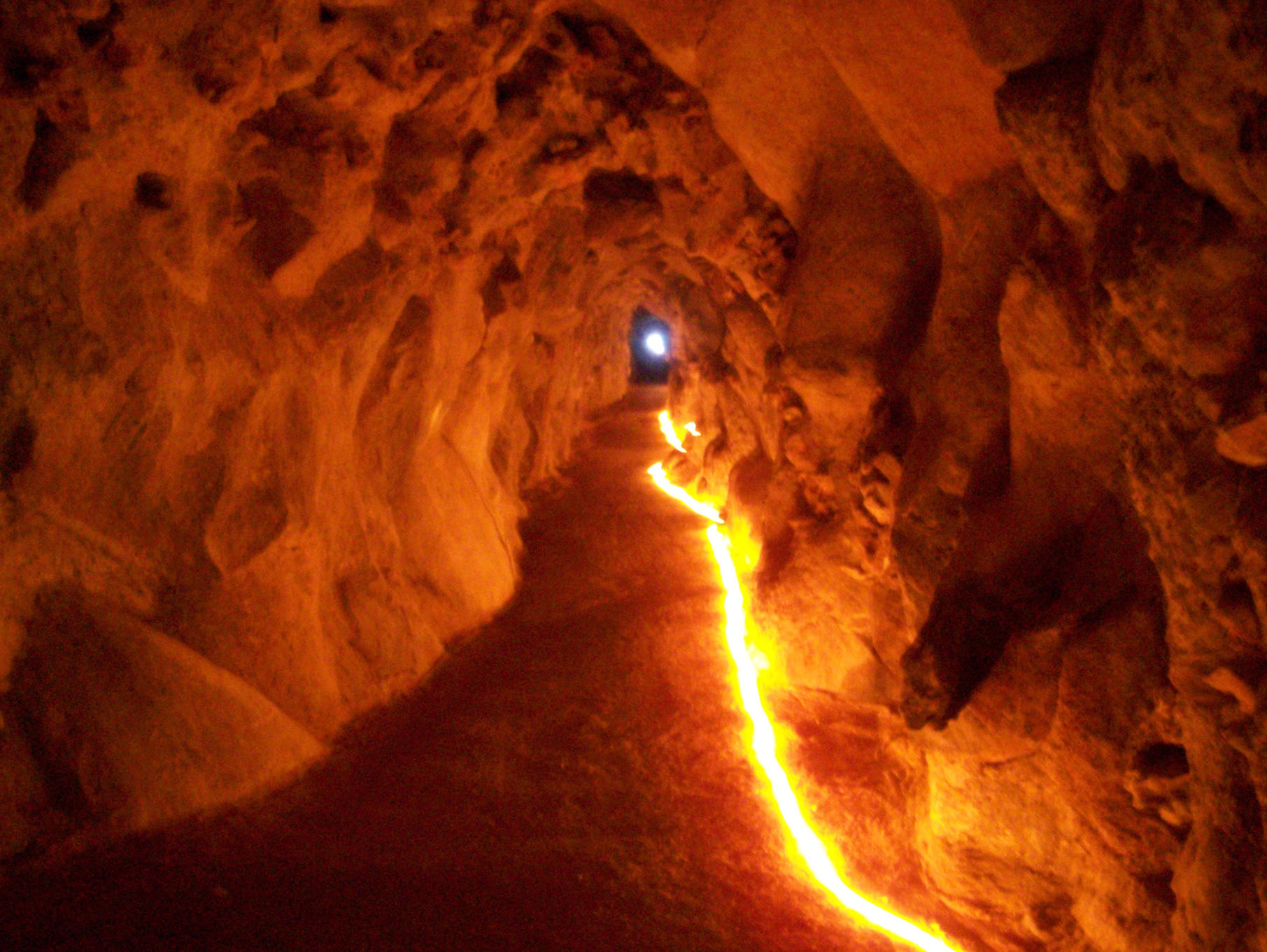
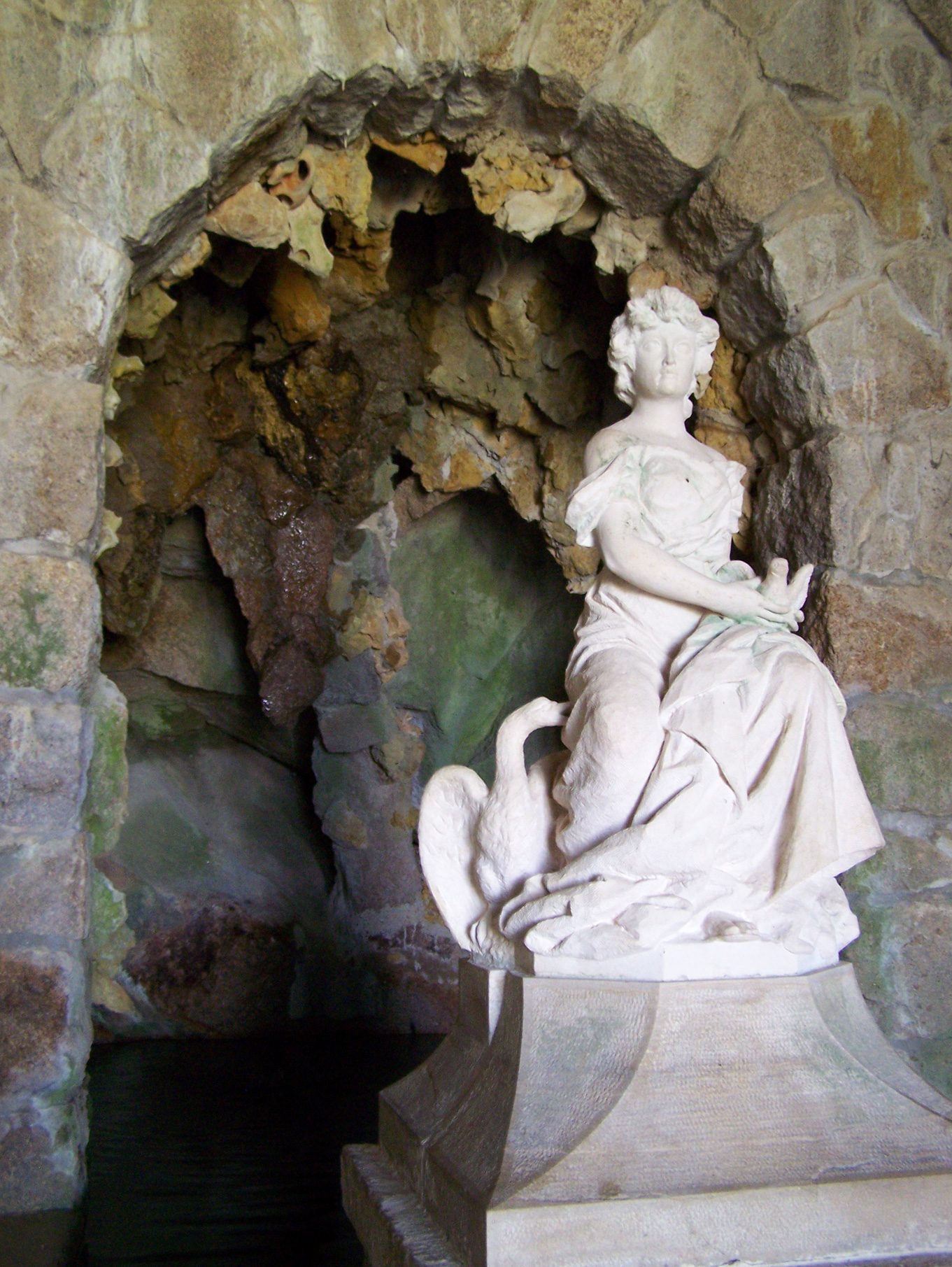
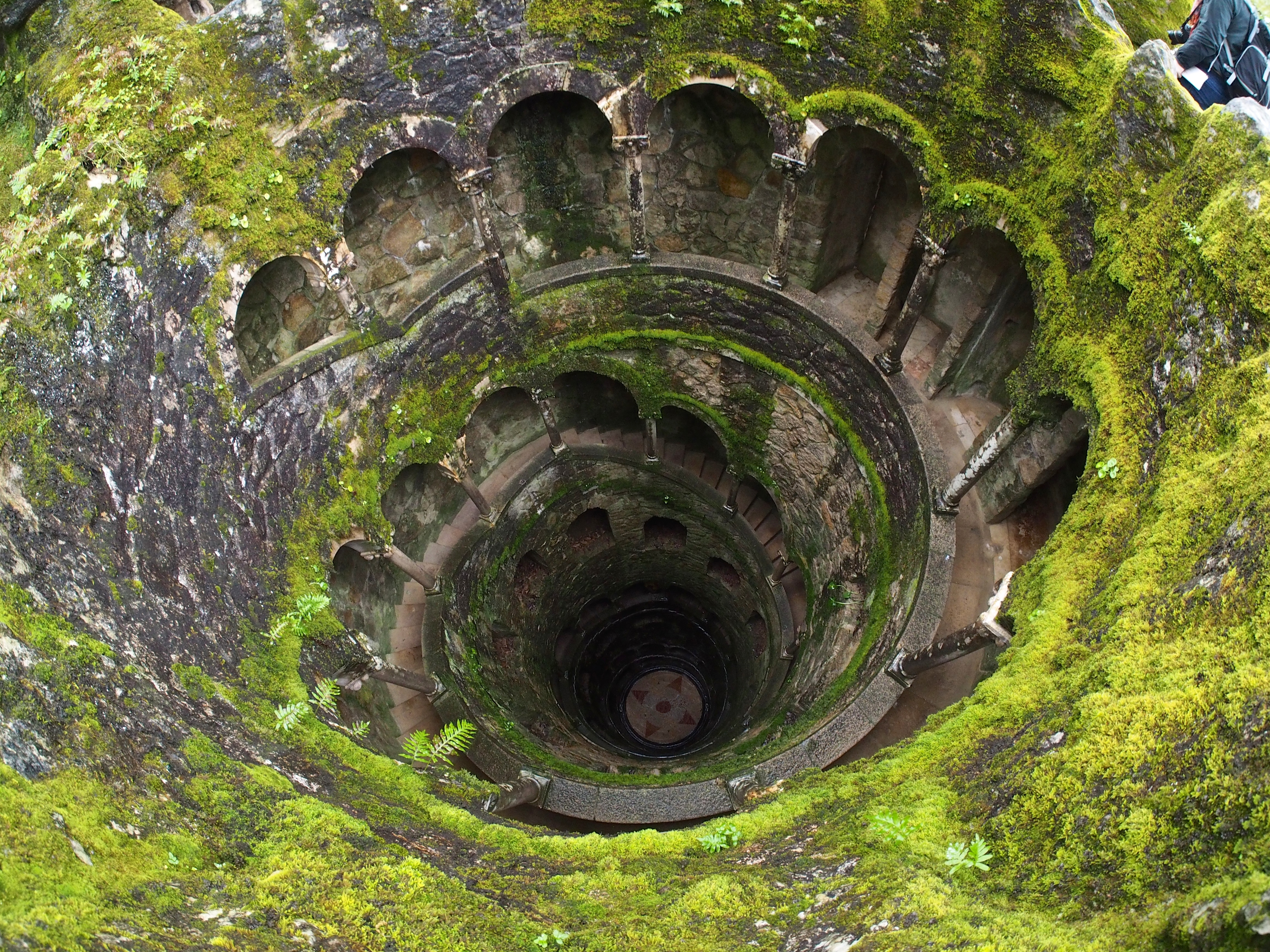
Initiatie put
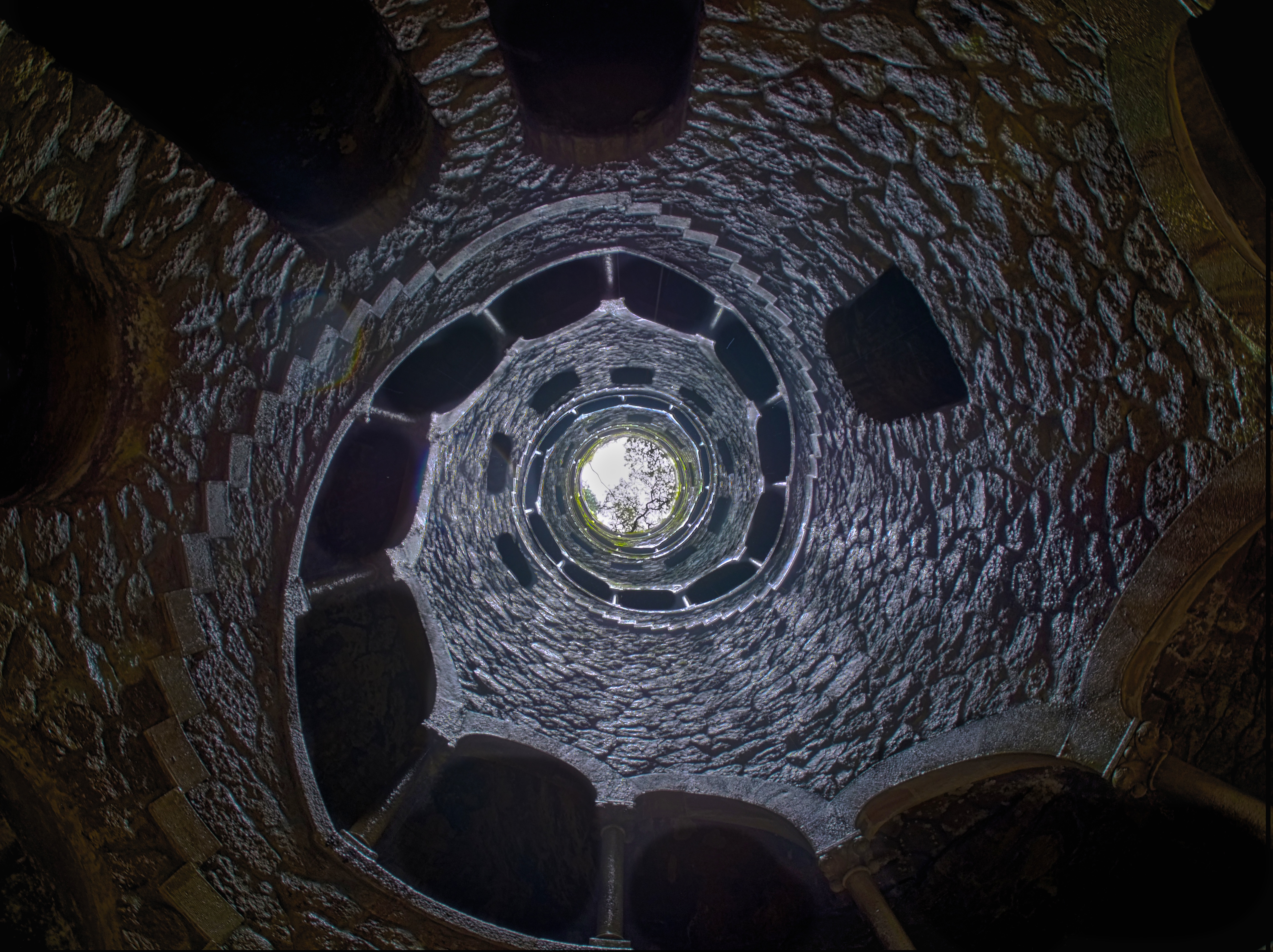
Initiatie put
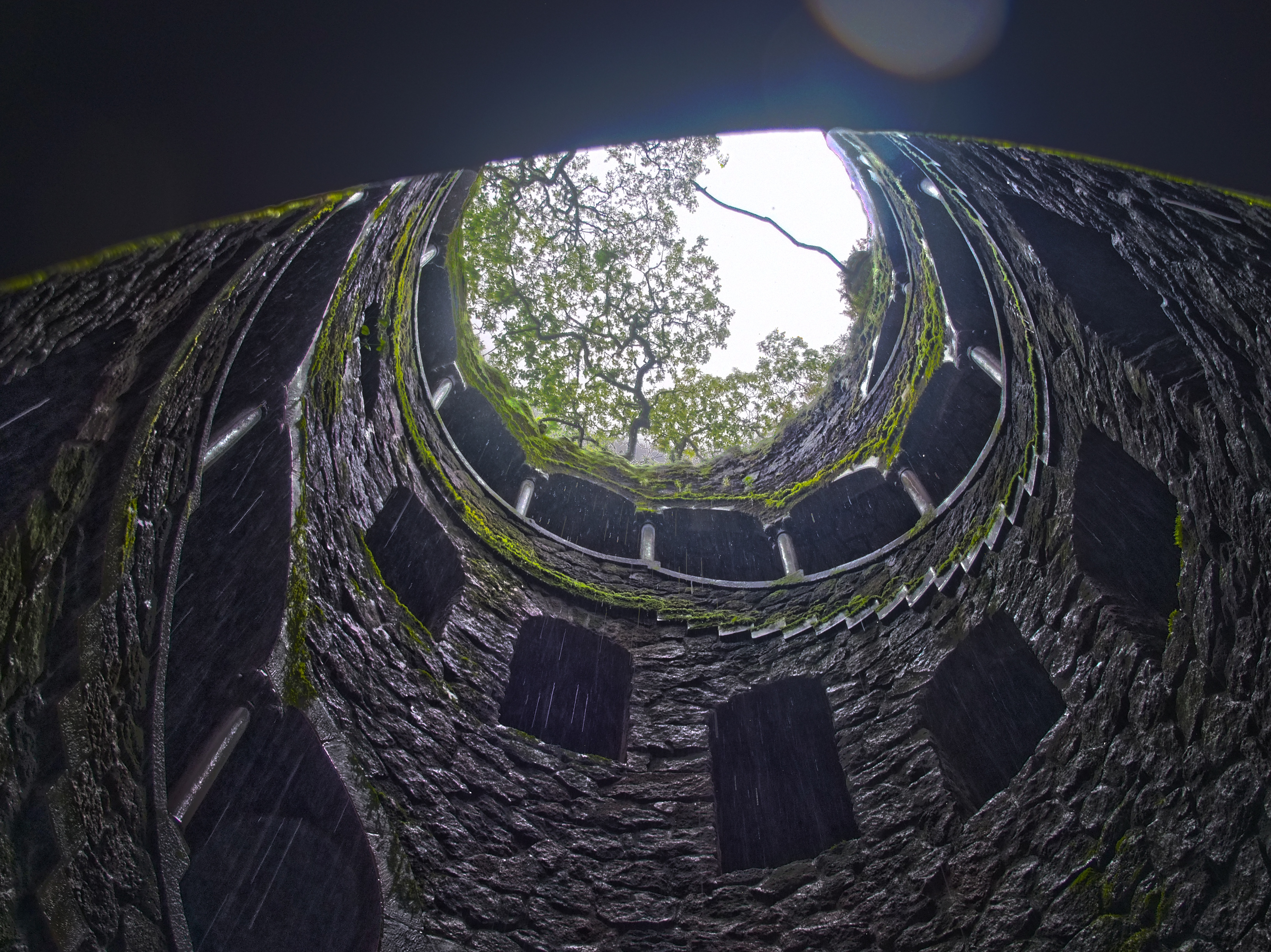
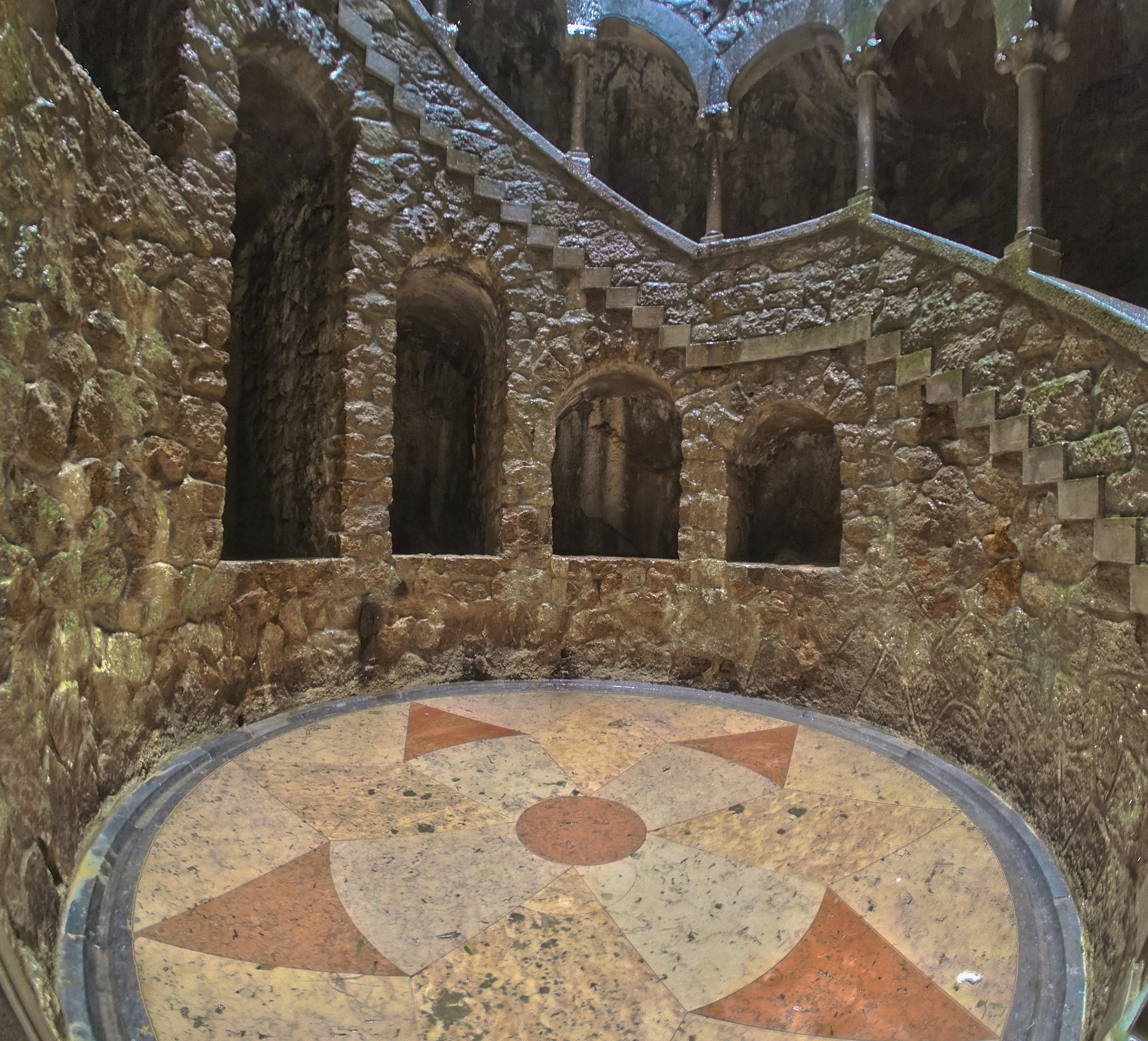
Bodem initiatieput